# Antigua Línea C-4 (Cercanías Bilbao)
La lanzadera entre Olabeaga y Parke Guggenheim fue una línea de Renfe Cercanías Bilbao que estuvo operativa entre los años 1999 y 2003. Discurría enteramente dentro del municipio de Bilbao, uniendo las estaciones de Bilbao-Parque y Olabeaga. Formaba parte del antiguo Ferrocarril de Bilbao a Portugalete y Triano. 
Hasta el año 1999, las líneas C-1 y C-2 de Renfe Cercanías Bilbao tenían como terminal la estación de Bilbao-La Naja. Los trenes que circulaban en sentido Bilbao, después de pasar la estación de Olabeaga, atravesaban la zona de Abandoibarra y siguiendo la ría, llegaban a la estación de La Naja, que estaba situada bajo la de La Concordia.
El año 2000, la sociedad Bilbao Ría 2000 inaugura la Variante Sur Ferroviaria bajo el centro de Bilbao, con lo que las líneas C-1 y C-2 pasan a desembocar en la estación de Abando y la vía anterior se deja a modo de ramal, creando la lanzadera. Al comenzar la ejecución del proyecto de Abandoibarra, esta línea se convirtió en una lanzadera entre las estaciones de Olabeaga y la hoy desaparecida Bilbao-Parque, eliminando las vías entre esta última estación y La Naja, para dar lugar a la primera fase del tranvía de Bilbao.
- Datos: Q20492239